# Eric Donaldson
Eric Donaldson (St. Catherine, 11 giugno 1947) è un cantante reggae giamaicano.
Inizia la sua carriera nel 1964 registrando alcune canzoni per Studio One, che rimarranno però inedite.
Successivamente, Donaldson costituisce il trio vocale The West Indians insieme a Leslie Burke e Hector Brooks. Il gruppo, collegato al produttore J.J. Johnson, ottiene un certo successo nel 1968 con Right on Time, prima di registrare, un anno dopo, per Lee Perry; poco dopo cambiano il loro nome in Killowatts.
Dopo lo scioglimento del gruppo, Donaldson intraprende una carriera da solista che lo porta a vincere il Jamaican Festival Song Competition nel 1971; vincerà per altre quattro volte il festival: nel 1977, 1978, 1984 e 1993.
La canzone con cui vince nel 1971, Cherry Oh Baby, lo lancia alla ribalta, anche se la canzone era stata composta e registrata sin dal 1964.
Della canzone Cherry Oh Baby ne fecero una cover i Rolling Stones (sull'album Black and Blue del 1976) e gli UB40 (sull'album Labour of Love del 1983).
Il riddim è estremamente popolare: ne sono state registrate oltre trenta versioni, tra cui una nuova versione di Donaldson stesso.
Donaldson attualmente vive a Kent Village, in Giamaica, dove gestisce il bar Cherry Oh Baby Go-Go.

## Discografia
- 1971 - Eric Donaldson
- 1971 - Love Of The Common People
- 1976 - Keep On Riding
- 1978 - Kent Village
- 1980 - Stand Up
- 1981 - Rock Me Gentle
- 1982 - Come Away
- 1985 - Right On Time
- 1985 - The System